# チチェスター・フェスティバル劇場

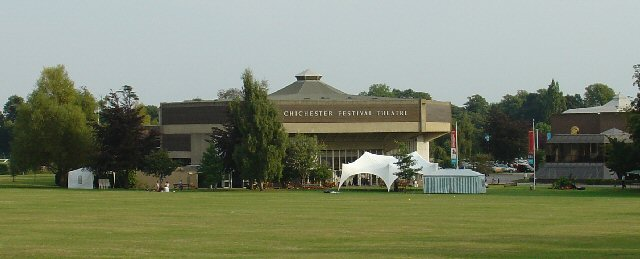
北西から見たフェスティバル劇場、右端がミネルバ劇場

チチェスター・フェスティバル劇場は、イングランド南東部チチェスターにある劇場。中心市街地の北の外れにある、オークランズ公園の一角に位置している。創設者の元チチェスター市長レスリー・エヴァーシェッド-マーチンの構想に基づいて、建築家フィリップ・パウエルとヒダルゴ・モヤが設計し、1962年に開場した。その後、1989年には、附属施設として、より小規模なミネルバ劇場が隣接地に建てられた。
初代の芸術監督に就任したのはローレンス・オリヴィエ卿で、卿は最初の国立劇場劇団（the National Theatre company）をチチェスターで結成した。チチェスターでの上演作品は、そのまま国立劇場劇団の本拠地であるロンドンのオールド・ヴィック・シアターに移って上演されることも多い。
フェスティバル劇場のシーズンは4月から9月までで、古典劇から新作現代劇、ミュージカルまで、多様な作品が上演される。
シーズン中は、野外でのプロムネード上演や、キャバレーやコメディの夕べなどのイベントも催される。さらに、広くアマチュアや若手に舞台の機会を提供するイベントや、家族単位で参加する「家族の日」の催し、各種の講演会なども開催されている。
現在、劇場は、登録慈善団体となっており、実業家で1980年代の保守党政権下で閣僚を歴任したグラファム卿デビッド・ヤングが会長となっている。

## 歴代芸術監督
- ローレンス・オリヴィエ卿（1962-1965）
- ジョン・クレメンツ卿（1966-1973）
- キース・ミチェル（1974-1977）
- ピーター・デュース（1978-1980）
- パトリック・ガーランド（1981-1984）
- ジョン・ゲイル（1985-1989）
- マイケル・ルードマン（1990）
- パトリック・ガーランド（1991-1994）
- デレク・ジャコビ卿、ダンカン・Ｃ・ウェルドン（1995-1997）
- アンドリュー・ウェルチ（1998-2002）
- マーティン・ダンカン、ルース・マッケンジー、スティーヴン・ピムロット（2003-2005）
- ジョナサン・チャーチ（2006-2016）
- ダニエル・エヴァンス（2016-現在）